# Annis la Noire
Pour les articles homonymes, voir Annis.
Annis la Noire est une créature légendaire du folklore écossais, une ogresse, descendant d'une déesse sanguinaire et vivant à Leicester près du littoral. 
Édouard Brasey raconte[citation nécessaire] qu'elle n'avait qu'un œil, un visage livide et de longues griffes acérées. Elle se cachait au creux d'un chêne des Dane Hills et y guettait sournoisement les passants attardés, notamment les enfants. Lorsqu'ils se trouvaient à sa portée, elle les saisissait au moyen de ses griffes, leur lacérait la peau et se nourrissait de leur chair tendre. Elle faisait ensuite sécher les peaux de ses victimes sur les parois de sa grotte, qu'on appelait avec dérision et effroi : « le boudoir d'Annis la Noire ».